# Vatpik
Udtrykket vatpik bruges nedsættende om en mandsperson, som ikke er i stand til at slå igennem med sine egne holdninger eller tage affære når det kræves af ham.
Udtrykket stammer fra "vatnisse" der entrerede det danske sprog i 1970 som en fordanskning af det russiske udtryk "vatnik", det betegner en viljesvag person, som blindt stoler på styrets propaganda. [kilde mangler]
Udtrykket mødest oftest i husstande hvor det tydeligvis er konen der tager beslutningerne, samt i politik, hvis en politiker lover noget, og derefter trækker i langdrag, fordi løftet kom på tværs af en samarbejdspartner eller lignende.
Det knapt så grove ord vatarm har samme betydning; i begge tilfælde er der anatomisk set tale om lemmer, der burde kunne holdes strakt af "en rigtig mand". Deraf kommer udlægningen at "Han er ikke mand nok til at kunne holde pikken/armen strakt", og det udtrykkes så ved at der er brugt vat i stedet for muskler til at opbygge kropsdelen.
Der findes utallige andre nedværdigende betegnelser heriblandt vatnisse, pjok, skvat, svækling, slapsvans og pylrehoved.